# Goedamakari
Goedamakari (Georgisch: გუდამაყარი) is een bergachtige etnografische streek in Noord-Georgië, gelegen in de regio Mtscheta-Mtianeti.

## Locatie

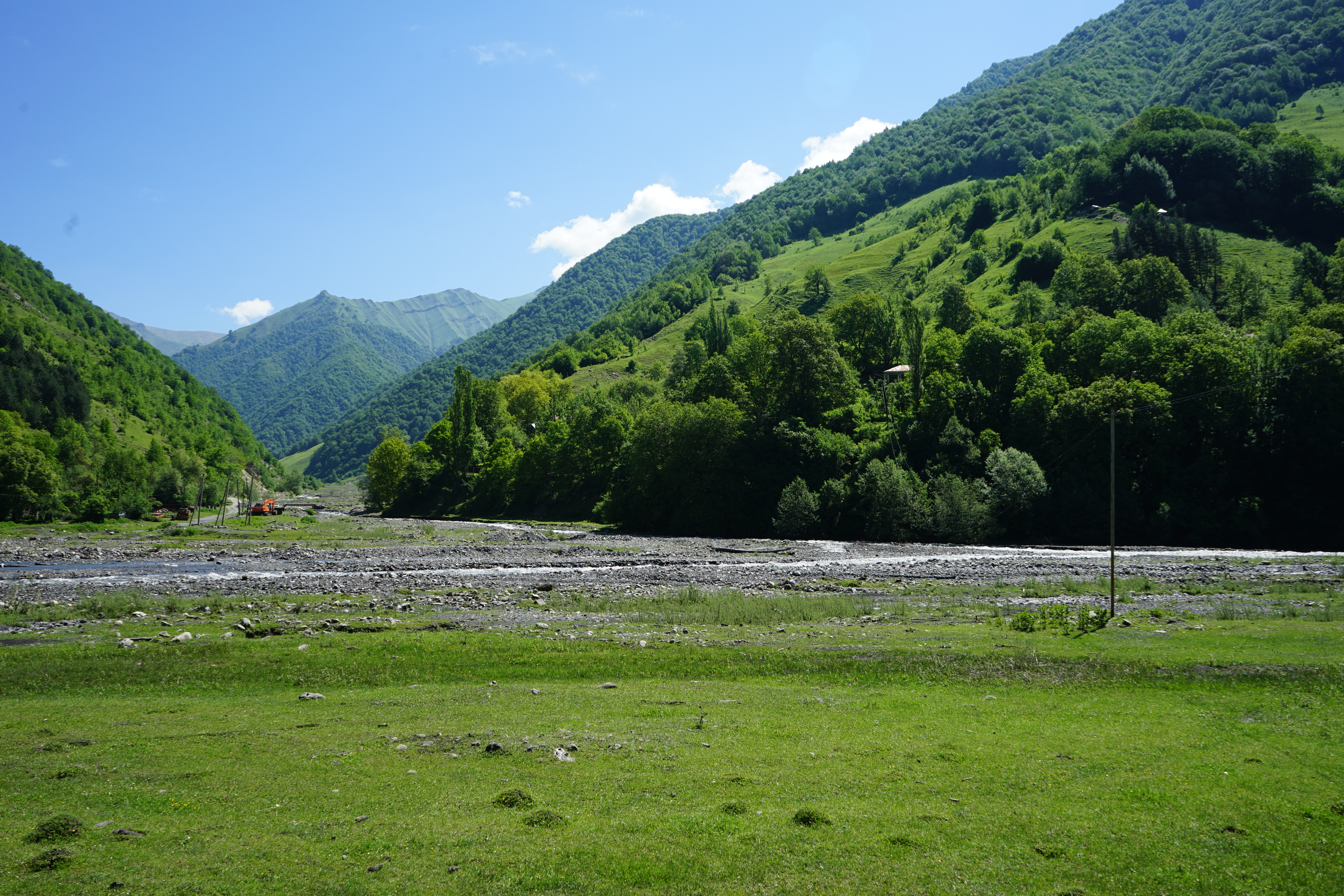
Goedamakari-vallei

Het gebied ligt in het rivierdal van de Goedamakari (Zwarte) Aragvi aan de zuidkant van de Grote Kaukasus en wordt omgeven door Mtioeleti in het westen, Chevi in het noorden, Chevsoeretië en Psjavi in het oosten, en de Chando en Tsjartali gemeenschappen in het zuiden. Het Goedamakarigebergte vormt de oostelijke natuurlijke begrenzing. Vanaf medio 13e eeuw wordt Goedamakari gezien als onderdeel van Mtioeleti. De Aragvi-riviertakken waar beide regio's naar vernoemd zijn ontmoeten elkaar in het centrum plaatsje Pasanaoeri.

## Geschiedenis
De 11e-eeuwse Georgische historicus Leonti Mroveli noemde de inwoners van Goedamakari voor het eerst in relatie tot de kerstening van Kartli in de jaren 330 door St. Nino. Zij bekeerde de bewoners van de Aragvi-valleien tot het Christendom. De regio wordt ook genoemd in de Armeense geografie van de 7e eeuw. In het feodale tijdperk maakte Goedamakari deel uit van het hertogdom (saeristavo) Aragvi.
Chevi · Chevsoeretië · Ertso-Tianeti · Goedamakari · Hereti · Kartli · Koecheti · Letsjchoemi · Mingrelië · Mtioeleti · Psjavi · Ratsja · Svanetië · Tao-Klardzjeti · Toesjeti · Trialeti